# Kamal Tassali
Kamal Tassali, né le 21 septembre 1980 à Créteil, est un footballeur professionnel français. Il vit désormais à Paris avec sa femme, originaire de Gan, et ses deux enfants.
Il a des origines marocaines par son père.
Tassali, qui a disputé 52 matches de Ligue 2 et 2 en Ligue 1 au cours de carrière, est l'adjoint de Didier Tholot au Pau Football Club depuis 2020.

## Biographie

### Joueur
Originaire d'Île-de-France, il est dans les catégories jeunes capitaine de la sélection régionale. Tassali est alors sollicité par des clubs tels que le Red Star Football Club, le Football Club de Nantes ou le Stade rennais Football Club. Tassali et ses parents optent finalement pour le Football Club Sochaux-Montbéliard, en raison du double projet sportif et éducatif.
Au FC Sochaux, il est formé au poste de milieu de terrain. Avec son club formateur, il dispute une demi-finale de Coupe Gambardella 1997-1998, en compagnie de Pierre-Alain Frau, Benoît Pedretti, Omar Daf, Sylvain Monsoreau ou encore El-Hadji Diouf.
Tassali se forge une réputation de réputation de milieu de terrain récupérateur en Ligue 2, avec notamment deux prêts au Besançon RC, avant de rejoindre l'AS Cannes, puis l'US Roye.
Tassali rejoint ensuite les béarnais du Pau FC en National, lors de la saison 2006-2007. A l'issue d'une saison marquée par les blessures, il effectue un essai non concluant au Stade lavallois, avant de rejoindre les basques de l'Aviron bayonnais.

### Entraîneur
A l'issue de sa carrière, Tassali revient en Béarn à Gan et sollicite son ancien club du Pau Football Club  afin de l'aider à passer son BEF (Brevet d'entraîneur Sportif).
Tassali se voit confier la responsabilité des U15 qui évolue au niveau régional. Au début de la saison 2015-2016, David Vignes lui confie les rênes de l'équipe réserve.
Au début la saison 2020-2021, il est nommé entraineur adjoint de Didier Tholot au Pau FC en Ligue 2,. La saison suivante, il se consacre à temps plein à ce rôle, abandonnant ses attributions dans le domaine de la formation.

## Palmarès
- Champion de D2 en 2001 avec le FC Sochaux-Montbéliard